# Queer Lion

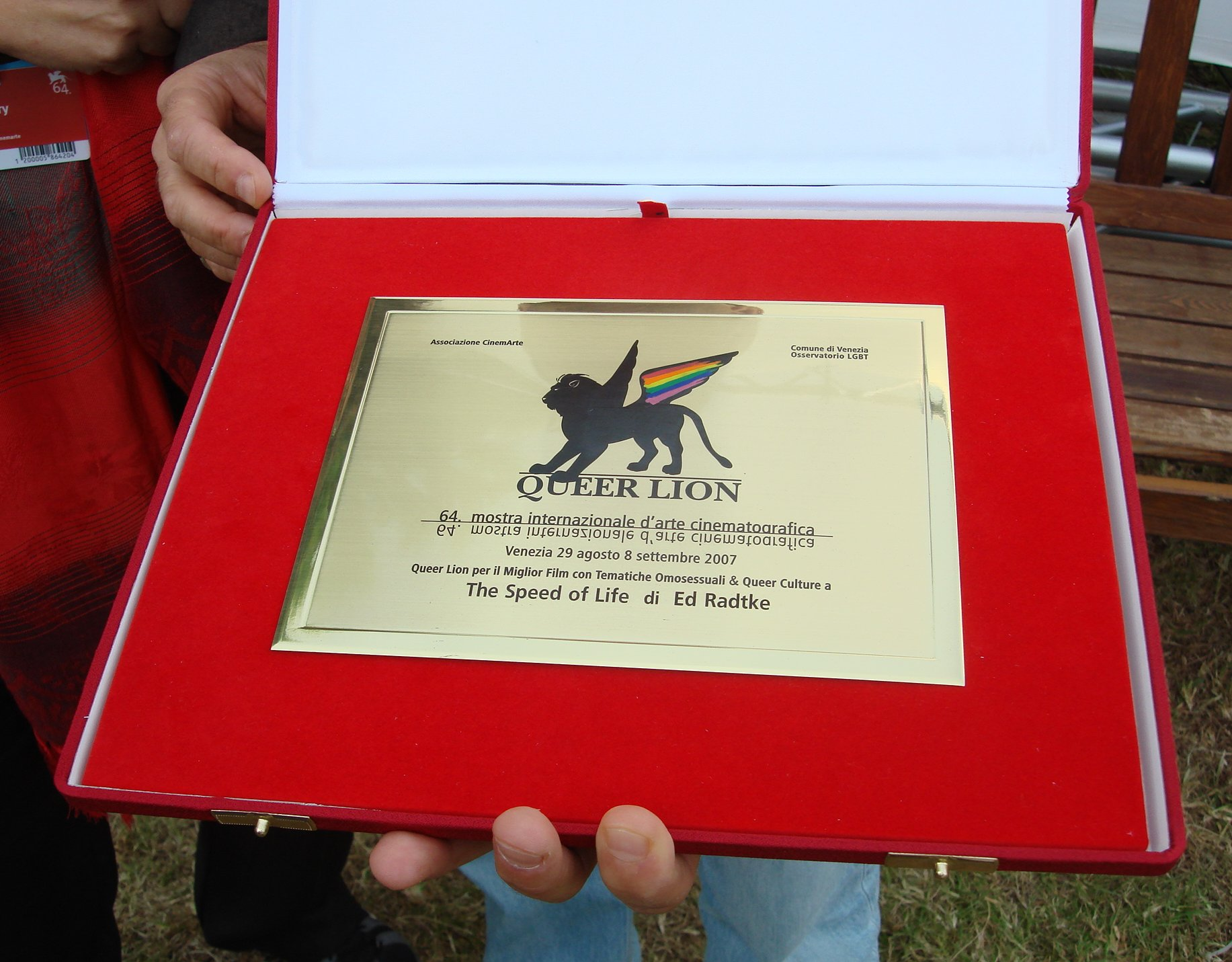
Il premio assegnato nel 2007 a The Speed of Life.

Il Queer Lion Award, anche conosciuto come Leone Queer (o, impropriamente, Leone gay), è il premio cinematografico attribuito annualmente dal 2007 al "Miglior film con tematiche omosessuali & Queer Culture" tra quelli presentati alla Mostra internazionale d'arte cinematografica di Venezia.

## Panoramica
L'idea di un Queer Lion nasce nel 2003 da un'intervista realizzata da Daniel N. Casagrande, presidente dell'associazione culturale CinemArte, per il mensile Venezia News al direttore della Mostra del Cinema Moritz de Hadeln. In quell'occasione Casagrande chiese a De Hadeln se anche a Venezia, come già venti anni prima a Berlino, avrebbe permesso la nascita di un premio specifico per la cinematografia gay: il Teddy Award. La risposta fu positiva. Ma l'avvicendamento alla direzione della mostra, avvenuto l'anno successivo, creò un rallentamento del progetto, rilanciato però dalla volontà dichiarata dal successivo direttore, Marco Müller, di sostenere la creazione di questo nuovo premio collaterale. Il premio, sin dai suoi albori, ha sempre ricevuto il fattivo sostegno da parte di Franco Grillini.
Dal 2010 il premio è patrocinato dalla Regione del Veneto, dal Comune di Venezia, dal Sindacato Nazionale Critici Cinematografici Italiani e dal 2011 anche dal Ministero per i Beni e le Attività Culturali e dalla Provincia di Venezia.
Nel 2012 il regista Brian De Palma, durante la conferenza stampa ufficiale di presentazione del suo Passion, si dichiara sicuro di vincere il "Leone Queer", il premio sarà invece attribuito alla pellicola The Weight del regista Jeon Kyu-hwan.

## Meccanismo di scelta del vincitore

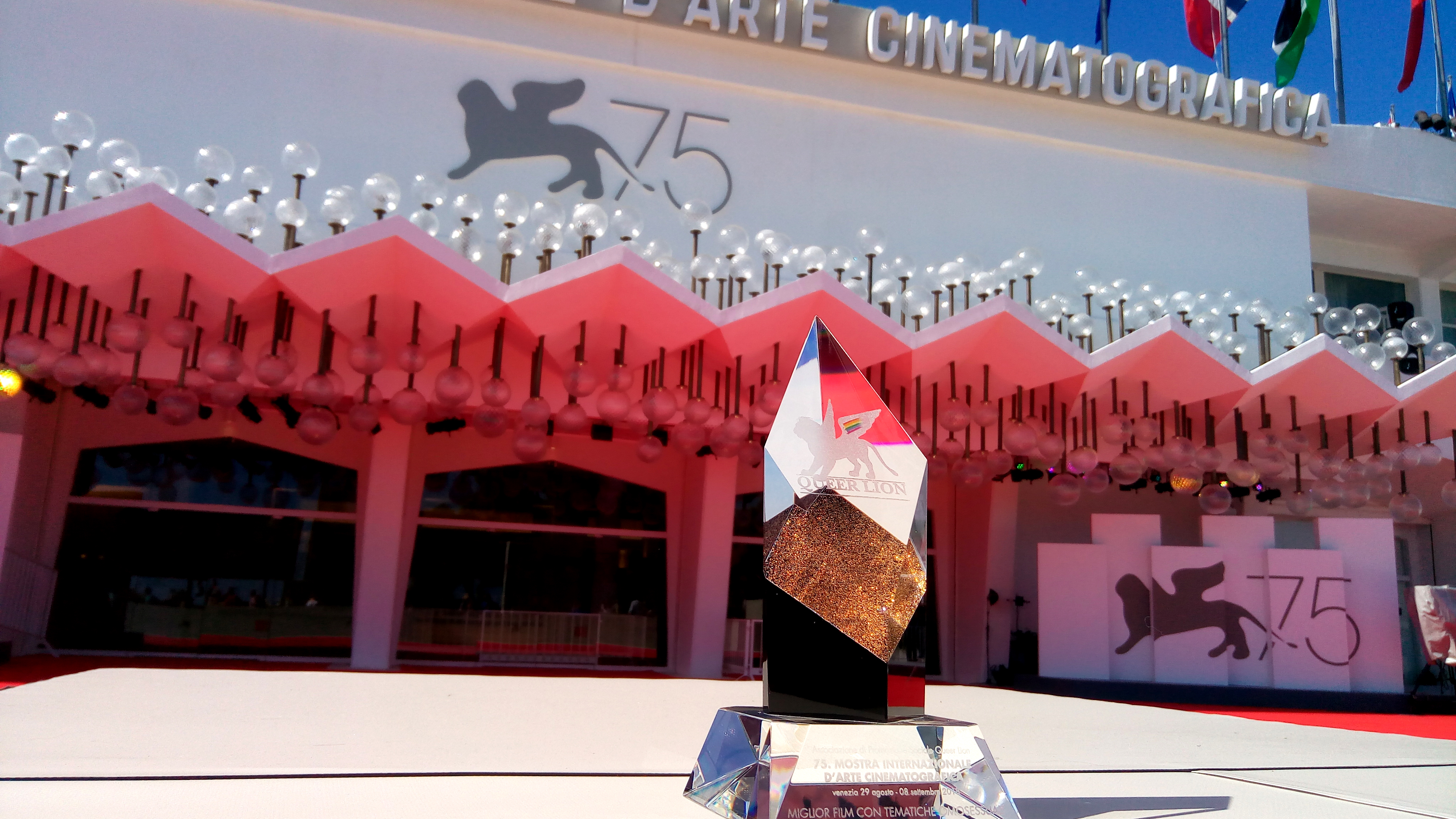
Dal 2018 il trofeo del Queer Lion Award consiste in un prisma di vetro, su base di vetro, con inciso il logo del premio, l'edizione e le date della Mostra Internazionale d'Arte Cinematografica

Il premio prende in considerazione tutti i film con situazioni e personaggi LGBT o di interesse queer, presenti trasversalmente in tutte le sezioni della Mostra Internazionale d'Arte Cinematografica di Venezia: Concorso, Fuori Concorso, Orizzonti, Sconfini, Venezia Classici, Biennale College, Giornate degli Autori e Settimana Internazionale della Critica.
Una apposita giuria di giornalisti, registi ed esperti cinematografici visiona durante la Mostra tutti i film con elementi LGBT segnalati dalla direzione del premio, e tra questi individua il "miglior film".
Nel 2007 la giuria ha attribuito una menzione speciale a Sleuth - Gli insospettabili di Kenneth Branagh, mentre nel 2009 ad Ang Lee è stato assegnato il primo "Queer Lion alla carriera". Nel 2014 è stato conferito il primo "Queer Lion d'onore" al film Una giornata particolare di Ettore Scola, in occasione della presentazione veneziana della versione restaurata.

## Albo d'oro
La tabella che segue riporta, seguendo l'ordine cronologico, i film vincitori del Queer Lion delle singole edizioni con l'indicazione del nome del regista e dello stato di produzione.
| Edizione | Anno | Film vincitore           | Regista                     |
| -------- | ---- | ------------------------ | --------------------------- |
| I        | 2007 | The Speed of Life        | Edward Radtke               |
| II       | 2008 | Un altro pianeta         | Stefano Tummolini           |
| III      | 2009 | A Single Man             | Tom Ford                    |
| IV       | 2010 | En el futuro             | Mauro Andrizzi              |
| V        | 2011 | Wilde Salomé             | Al Pacino                   |
| VI       | 2012 | The Weight               | Jeon Kyu-hwan               |
| VII      | 2013 | Philomena                | Stephen Frears              |
| VIII     | 2014 | Les nuits d'été          | Mario Fanfani               |
| IX       | 2015 | The Danish Girl          | Tom Hooper                  |
| X        | 2016 | Hjartasteinn             | Guðmundur Arnar Guðmundsson |
| XI       | 2017 | Marvin                   | Anne Fontaine               |
| XII      | 2018 | José                     | Li Cheng                    |
| XIII     | 2019 | El príncipe              | Sebastián Muñoz             |
| XIV      | 2020 | The World to Come        | Mona Fastvold               |
| XV       | 2021 | La dernière séance       | Gianluca Matarrese          |
| XVI      | 2022 | Aus meiner Haut          | Alex Schaad                 |
| XVII     | 2023 | Domaḱinstvo za početnici | Goran Stolevski             |
| XVIII    | 2024 | Alma del desierto        | Mónica Taboada-Tapia        |

### Premi correlati
- 2007 menzione speciale: Sleuth - Gli insospettabili di Kenneth Branagh.
- 2009 Queer Lion alla carriera: Ang Lee.
- 2014 Queer Lion d'onore: Una giornata particolare di Ettore Scola.[4]
- 2015 menzione speciale: Baby Bump di Kuba Czekaj.
- 2022 Queer Lion alla carriera: Sébastien Lifshitz